# Lorenzo Lamas
Lorenzo Fernando Lamas (* 20. ledna 1958, Santa Monica, Kalifornie) je americký herec, režisér a moderátor různých televizních reality show. Známým se stal především díky účinkování v mýdlových operách „Falcon Crest“ a „The Bold and the Beautiful“ vysílaných na stanici CBS, dále také rolí Rena Rainese v televizním seriálu Odpadlík (1992–1997). V roce 2003 účinkoval jakožto jeden z porotců v americké reality show „Are You Hot?“, která posuzovala jednotlivé soutěžící podle fyzické atraktivity. Tato show však byla pro neúspěch zrušena hned po první sezóně.

## Život

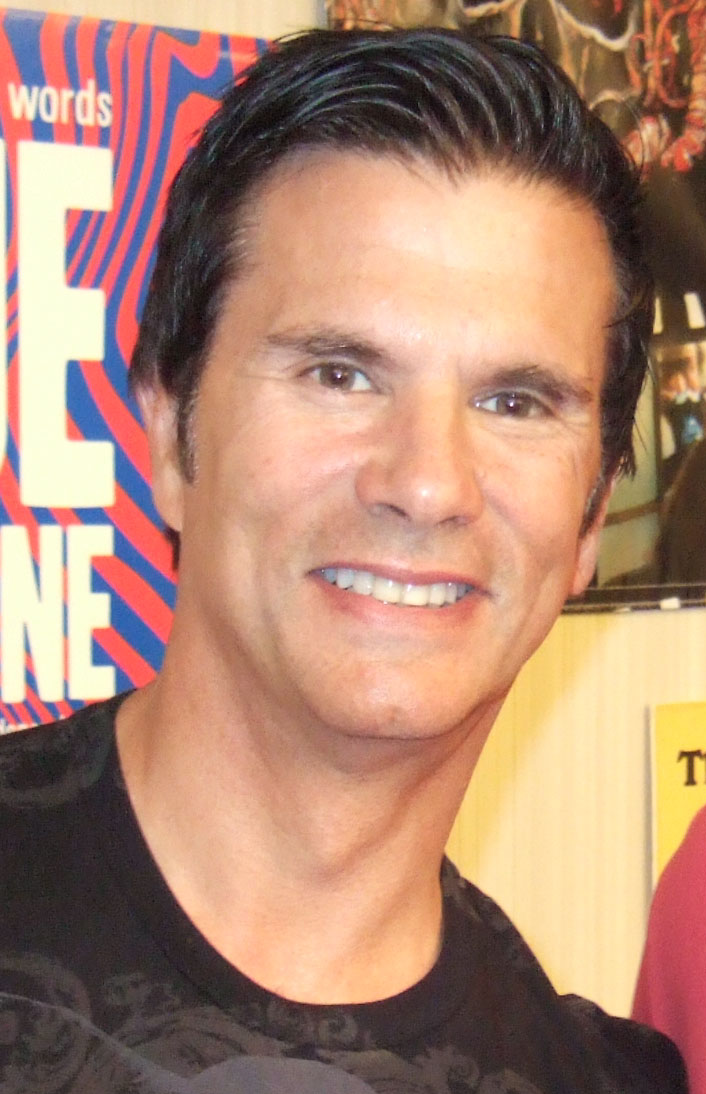
Lamas v roce 2013

Lorenzo Lamas se narodil v roce 1958 v Santa Monice v Kalifornii . Jeho otcem byl herec argentinského původu Fernando Lamas a matkou herečka Arlene Dahl s norskými kořeny.
Debutoval malou rolí ve snímku 100 pušek (1969), kde si zahrál se svým otcem Fernandem Lamasem. Roku 1978 se objevil v legendárním muzikálu Pomáda. Mezi jeho další známé filmy patří Body Rock (1984), série Pojídač hadů (1989, 1991, 1992), Noc bojovníka (1991), Muž s mečem (1992), C.I.A.: Krycí jméno Alexa (1992), Poslední srážka (1992), Pátrací eso (1993), Zmije (1994), Poslední kolo (1994), Půlnoční samuraj (1995), Absolutní právo (1996), Maska smrti (1996), Přežít může jen jeden (1997), Temný úsvit (1997), Múza (1999), Aréna smrti 2 (2002), Megažralok vs. obří chobotnice (2009) a Žraločí tornádo 3 (2015).
Objevil se též v pořadu Pekelná kuchyně či v seriálech Americký táta a Phineas a Ferb.

## Osobní život
Byl celkem pětkrát ženatý a to s : Victorií Hilbertovou (1981–1982), Michele Cathy Smithovou (1982–1985), Kathleen Kinmontovou (1989–1993), Shaunou Sandovou (1996–2002) a Shawnou Craigovou (2013–2018) Také má šest dětí.